# Pó de Anjo
Pó de Anjo é uma extinta banda de rock do Espírito Santo dos anos 1980, que - junto com outros bandas, como a Thor e a Combatentes da Cidade - modificou o cenário musical capixaba praticamente fundando o pop rock local. A banda estreou na inauguração da danceteria New Wave, que ficava no bairro Praia do Suá em Vitória, no dia 5 de outubro de 1984 e durou até meados de 1987.
A composição inicial do grupo veio de uma fusão entre as bandas Panzer e Ace, que tinham inicialmente pretensões heavy metal, contava com Juca Magalhães (vocal), Danny Boy (baixo e voz), Léo Caetano, o Caê (guitarra), Chico Valle, o Porquete (bateria) e Mario Gallerani Jr. (teclados). Posteriormente passaram a fazer um som mais afinado ao movimento BRock que na época virou mainstream no Brasil. Em 1985 houve a entrada de Marco Muralha (guitarra) e Luis “Dodão” Bianchi (bateria), quando Caetano e Chico formaram a banda Condomínio Fechado.
Em 13 de março de 1986, o Pó de Anjo chegou ao ápice de sua trajetória, com a apresentação - a primeira vez que uma banda local abriu um show - no palco do Ginásio do Clube Álvares Cabral, para seis mil pessoas que aguardavam a apresentação de Leo Jaime, a estrela da noite. Ficaram com medo porque nesse mesmo local, a banda Paralamas do Sucesso abrira o show de Jimmy Cliff e fora impiedosamente vaiada. Mas a noite foi um triunfo que repercutiu positivamente na mídia e os catapultou para a fama.
Nessa época a música "Cara Comum" começou a tocar nas rádios e o inesperado sucesso chegou de vez. As principais músicas dessa fase são "Cara Comum", "Inverno" e "Eternamente", entre outras. Em agosto de 1987, ocorreu a última apresentação, na festa da cidade de João Neiva (ES). Apesar da importância para o rock capixaba, 'a banda figurava entre os maiores destaques da música do Espírito Santo' a banda produziu um único disco, o chamado compacto simples da era dos discos de vinil, intitulado Pó de anjo, além de participar da antologia Es Porta Som.
Apesar da dissolução, seus integrantes seguiram, na maioria dos casos, a carreira artística. Danny Boy formou a banda Símios que lançou três discos e um DVD; Gallerani formou a banda Piratas do Asfalto gravando também o disco Estrada do Delírio; Muralha# fez parte de bandas como a Inconfidentes Banguelas e foi embora para Santos; Léo Caetano gravou alguns discos solo intrumentais e fez parte de bandas como Condomínio Fechado e Manimal. Dodas Bianchi fez parte de inúmeros grupos, toca hoje nas bandas Fermata e Silence Means Death com a qual representou o Brasil no Festival de Wacken em 2010. Juca Magalhães se afastou da música após o brutal crime de mando que vitimou sua mãe, a jornalista Maria Nilce Magalhães, em 05 de julho de 1989.
Em 13 de julho de 2010, Juca Magalhães, Danny Boy e Dodas Bianchi - com João Paulo Santos Neves na guitarra - reuniram-se novamente no palco do Teachter's Pub, para tocar - entre outras - músicas como "Cara Comum" e "Eternamente", no lançamento do romance O Livro do Pó, de Juca Magalhães, considerado o 'rei do pop dos anos 80 capixaba', que conta - de forma romanceada e bem humorada - detalhes da formação da banda e do universo roqueiro do Espírito Santo nos anos oitenta. Juca Magalhães é também autor do livro Da Capo que conta a história de fundação da Orquestra Filarmônica do Espírito Santo e escreve há três anos o blog cultural A Letra Elektrônica.